# Pokratas ezers
Pokratas ezers este o arie protejată (arie specială de conservare — SAC, sit de importanță comunitară — SCI, arie de protecție specială avifaunistică — SPA) din Letonia întinsă pe o suprafață de 52,39 ha, integral pe uscat.

## Localizare
Centrul sitului Pokratas ezers este situat la coordonatele 56°57′36″N 27°13′31″E / 56.9601°N 27.2254°E.

## Înființare
Situl Pokratas ezers a fost declarat arie de protecție specială avifaunistică în decembrie 2002 pentru a proteja 1 specie de animale. Alte tipuri de protecție:
- sit de importanță comunitară (în mai 2004)
- arie specială de conservare (în mai 2004)[1][3][4]

## Biodiversitate
Situată în ecoregiunea boreală, aria protejată conține 4 habitate naturale: Lacuri eutrofice naturale cu vegetație de tip Magnopotamion sau Hydrocharition, Taiga vestică, Păduri caducifoliate de mlaștină fino-scandinave, Mlaștini împădurite.
La baza desemnării sitului se află o specie protejată de  mamifere: vidră de râu (Lutra lutra)
Pe lângă speciile protejate, pe teritoriul sitului au mai fost identificate 1 specie de plante.